# VII Giochi olimpici invernali
I VII Giochi olimpici invernali, noti anche come Cortina 1956, si sono svolti a Cortina d'Ampezzo (Italia) dal 26 gennaio al 5 febbraio 1956. Furono la prima manifestazione olimpica tenutasi in una città italiana.

## Assegnazione

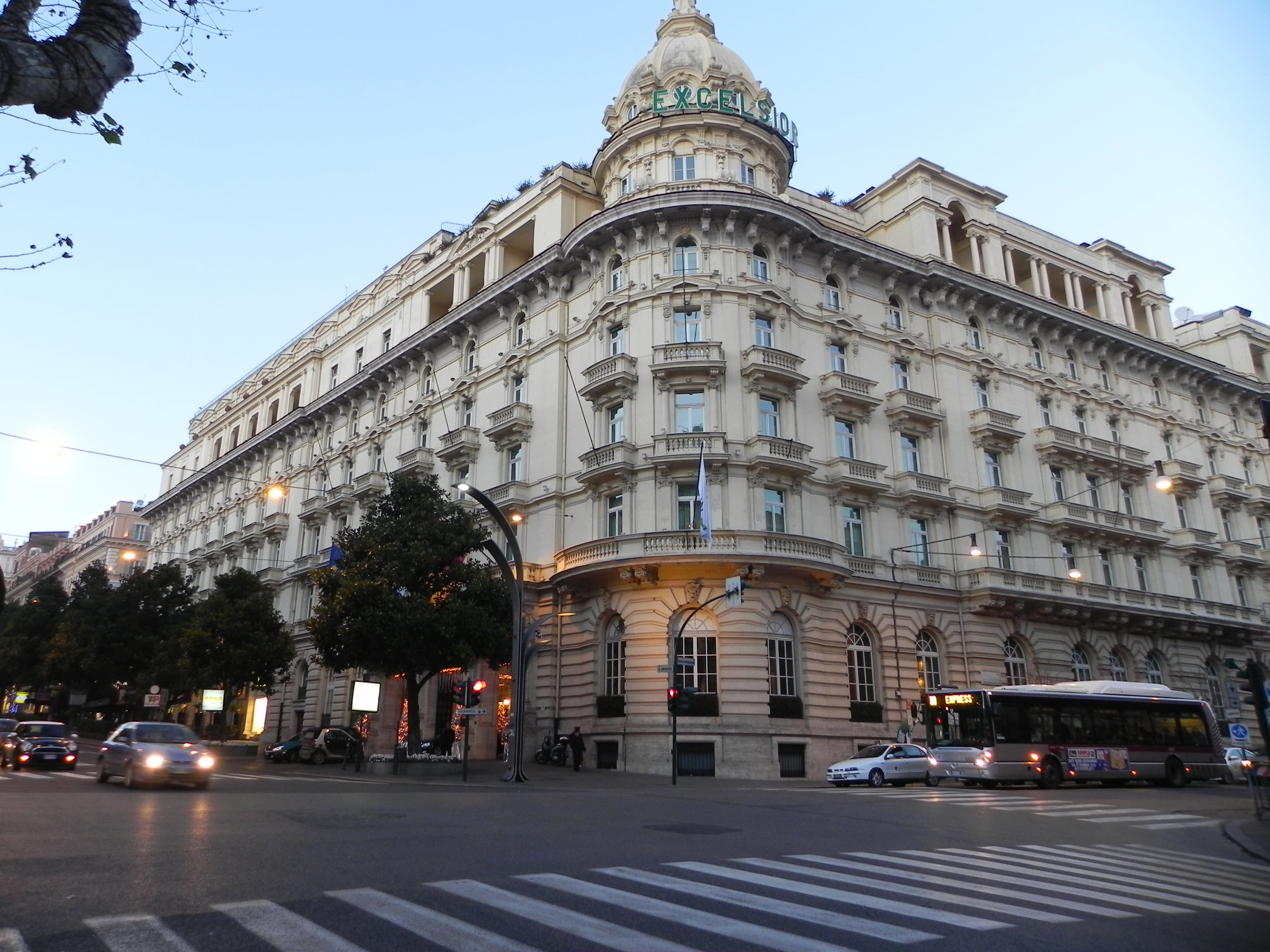
L'Hotel Excelsior a Roma, al cui interno furono assegnati dal CIO, nel 1949, i Giochi alla città di Cortina d'Ampezzo.

La terza candidatura olimpica ufficiale di Cortina d'Ampezzo, in questo caso ad ospitare i VII Giochi olimpici invernali nel 1956, avvenne a inizio 1949, con la presentazione al CIO della richiesta da parte degli enti preposti: il 4 gennaio fu inviata la domanda dal sindaco di Cortina d'Ampezzo Angelo Ghedina, accompagnata il 12 febbraio da quella del Comitato Olimpico Nazionale Italiano, a firma del presidente Giulio Onesti e del segretario generale Bruno Zauli, nella quale veniva riportato che la Giunta Esecutiva dell'ente, nella seduta del 27 gennaio, appoggiava la candidatura della cittadina veneta.
I VII Giochi olimpici invernali del 1956 furono assegnati il 27 aprile 1949, durante il 43º congresso del Comitato Olimpico Internazionale (CIO) svoltosi a Roma (nella stessa sessione venne selezionata anche la città che avrebbe ospitato i Giochi della XVI Olimpiade, sempre nel 1956, che fu l'australiana Melbourne). Nella sede congressuale, ospitata nei locali dell'Hotel Excelsior di Roma, vennero presentate le quattro candidature ufficiali: Colorado Springs (Stati Uniti), Cortina d'Ampezzo (Italia), Lake Placid (Stati Uniti) e Montréal (Canada).
Alla prima votazione Cortina d'Ampezzo ottenne di poter organizzare i Giochi olimpici invernali del 1956; la sua candidatura prevalse, molto nettamente, sulle altre.
| Candidatura       | Paese       | Round 1 |
| Cortina d'Ampezzo | Italia      | 31      |
| Montreal          | Canada      | 7       |
| Colorado Springs  | Stati Uniti | 2       |
| Lake Placid       | Stati Uniti | 1       |

Fu la terza volta che l'organizzazione di un evento olimpico venne affidata dal CIO all'Italia (dopo i Giochi della IV Olimpiade del 1908 assegnati a Roma ma disputati a Londra a causa dell'eruzione del Vesuvio del 1906 e i Giochi olimpici invernali 1944 assegnati sempre a Cortina e annullati a causa del perdurare della seconda guerra mondiale), ma sarà la prima edizione effettivamente svolta.
Il 25 febbraio 1952, durante la cerimonia di chiusura dei VI Giochi olimpici invernali al Bislett Stadion di Oslo, vennero issate su dei pennoni, oltre a quella greca (nazione "patria dei Giochi"), le bandiere di Norvegia e Italia per il tradizionale passaggio di consegne tra la capitale norvegese e Cortina d'Ampezzo, con l'esecuzione dei tre inni nazionali. Il presidente del CIO Sigfrid Edström consegnò al sindaco di Oslo la bandiera olimpica con il compito di conservarla per i successivi quattro anni, per poi consegnarla al sindaco di Cortina, e nel dichiarare chiusi quei Giochi invitò «i giovani del mondo a riunirsi per i prossimi Giochi Olimpici Invernali di Cortina d'Ampezzo nel Nord Italia nel 1956».

## Sviluppo e preparazione

### Organizzazione
In base alle norme del Comitato olimpico internazionale, venne assegnata al Comitato olimpico nazionale italiano la responsabilità della realizzazione dei Giochi. Inizialmente, in attesa della costituzione di un Comitato Organizzatore, i primi preparativi furono effettuati attraverso gli uffici propri del CONI (con incarico conferito il 4 e 5 agosto 1949 dalla Giunta Esecutiva dell'ente), con l'ausilio della Federazione Italiana Sport Invernali, della Federazione Italiana Sport del Ghiaccio e degli enti locali, tra i quali il Comune di Cortina d'Ampezzo.
Il Comitato Organizzatore fu creato nel 1953, con presidente il conte Paolo Thaon di Revel, e venne affiancato da un "Comitato d'onore" (del quale venne offerta la presidenza onoraria al presidente del CIO Avery Brundage e l'Alto Patronato dei Giochi richiesto e conferito al Presidente della Repubblica Italiana Giovanni Gronchi) e, nell'organizzazione dei Giochi, da un "Comitato Esecutivo" presieduto dal presidente del CONI Giulio Onesti, con la vicepresidenza affidata a Ottorino Barassi.
L'organismo tecnico che si occupò della realizzazione degli impianti di gara necessari allo svolgimento dei Giochi, fu invece il "Servizio impianti sportivi" del CONI, che ne seguì tutto lo sviluppo dei lavori, dalla progettazione fino al collaudo; per la parte amministrativa, invece, era impegnato il "Servizio ragioneria generale" sempre del CONI. Per le infrastrutture da realizzare a Cortina d'Ampezzo l'amministrazione comunale aveva elaborato un esteso prospetto di opere e di esigenze, con un elevato impegno finanziario per il quale non aveva capacità economica, e di questi lavori se ne occupò sia direttamente il CONI sia il Governo della Repubblica Italiana, che creò il 27 marzo 1952 un "Comitato interministeriale" presieduto dal sottosegretario di Stato alla Presidenza del Consiglio dei ministri Giulio Andreotti.
Comitato Organizzatore
Il Comitato Organizzatore dei VII Giochi olimpici invernali è stato l'ente costituito dal Comitato olimpico nazionale italiano con il compito di organizzare l'evento (anche attraverso degli organi tecnici e commissioni speciali alle sue dipendenze).
Il comitato, creato il 25 marzo 1953 e sciolto il 21 marzo 1956, ebbe come sede definitiva l'Hotel de la Poste, in via Cesare Battisti a Cortina d'Ampezzo. La presidenza dell'ente venne conferita il 15 luglio 1954, dalla Giunta Esecutiva del CONI, al conte Paolo Thaon di Revel, con Giordano Bruno Fabjan nel ruolo di segretario generale. Il C.O. era formato da nove membri, oltre il segretario generale: i due italiani membri del CIO, tre rappresentanti del CONI (presidente, vicepresidente e segretario), i due presidenti delle federazioni nazionali interessate dai Giochi (Federazione Italiana Sport Invernali e Federazione Italiana Sport del Ghiaccio), il prefetto della provincia di Belluno e il sindaco di Cortina d'Ampezzo.

### Sedi

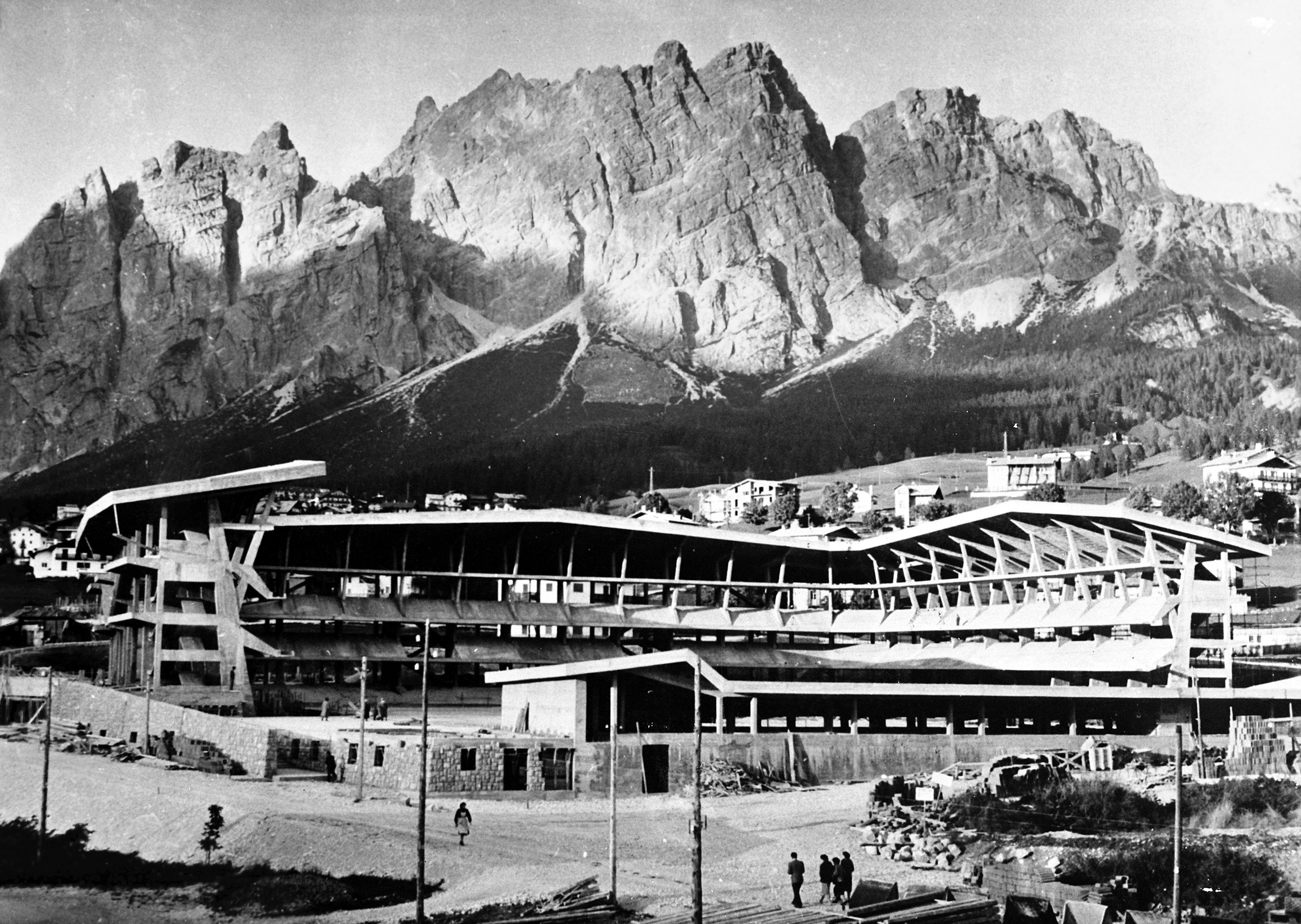
Lo Stadio Olimpico del Ghiaccio, nel 1954, in corso di costruzione.

Per i VII Giochi olimpici invernali i dieci impianti di gara utilizzati furono dislocati tutti in Veneto, ancor più nello specifico nella Provincia di Belluno, e nove di essi si trovarono nella stessa Cortina d'Ampezzo, mentre uno soltanto venne realizzato nel limitrofo comune di Auronzo di Cadore. Dei quattro impianti di allenamento, due furono ubicati sempre a Cortina mentre gli altri due si trovarono più distanti dalla città ospitante in altrettante località non designate sedi di gare: a Bolzano e a Madonna di Campiglio, nel vicino Trentino-Alto Adige. Non venne costruito un villaggio olimpico per gli atleti e gli addetti, poiché si scelse l'alloggiamento in strutture alberghiere, ma fu comunque installato un mini villaggio provvisorio per l'Esercito Italiano di stanziamento ai Giochi.
Gli impianti ebbero dimensioni ridotte sia in termini di capienza che di compattezza spaziale dei luoghi, in gran parte raggiungibili a piedi dal centro abitato di Cortina d'Ampezzo o comunque nelle sue immediate vicinanze.
Delle dieci sedi ufficiali, l'unico nuovo impianto permanente progettato e realizzato fu lo Stadio Olimpico del Ghiaccio, due furono gli impianti esistenti demoliti e totalmente ricostruiti (il Trampolino Italia e la Pista del bob), quattro gli impianti esistenti adeguati per i Giochi (lo Stadio Romano e Armando Apollonio e le piste Olimpia, Col Drusciè e Canalone), tre invece gli impianti temporanei (la Pista Ilio Colli, lo Stadio della neve e la Pista di Misurina).
I lavori vennero curati dal "Servizio impianti sportivi" del Comitato olimpico nazionale italiano, che seguì tutto lo sviluppo dei lavori dalla progettazione fino al collaudo, mentre il "Servizio ragioneria generale" dello stesso ente si impegnò per la parte amministrativa. Per la prima volta in un'Olimpiade, le sedi furono costruite pensando anche alle riprese televisive: ad esempio, la tribuna principale dello Stadio della neve fu costruita rivolta verso sud, in modo che le telecamere non fossero influenzate negativamente dal sorgere o dal tramontare del sole.
Il costo totale per le opere sugli impianti permanenti e temporanei sedi di gara e di allenamento, compreso tribune provvisorie, attrezzature e costruzioni smontabili nonché l'acquisto ed occupazione terreni fu di 1943846614 L., di gran lunga superiore al 1200000000 L. preventivato nel 1952, e la spesa per il mini villaggio provvisorio per l'esercito fu di 38000000 L..
A Giochi conclusi il CONI trasferì al Comune di Cortina d'Ampezzo la proprietà dei tre principali impianti sportivi permanenti realizzati (Stadio Olimpico del Ghiaccio, Trampolino Italia e Pista del bob), che li gestisce, assieme allo Stadio Romano e Armando Apollonio, attraverso una sua società partecipata al 100%.
Sedi non competitive
| Città                       | Impianto                     | Capacità | Evento                |
| --------------------------- | ---------------------------- | -------- | --------------------- |
| Cortina d'Ampezzo (Belluno) | Stadio Olimpico del Ghiaccio | 12 042   | Cerimonia di apertura |
| Cortina d'Ampezzo (Belluno) | Stadio Olimpico del Ghiaccio | 12 042   | Cerimonia di chiusura |

Sedi di gara
| Città                       | Impianto                          | Capacità | Sport                   |
| --------------------------- | --------------------------------- | -------- | ----------------------- |
| Cortina d'Ampezzo (Belluno) | Pista Canalone                    | 6 760    | Sci alpino              |
| Cortina d'Ampezzo (Belluno) | Pista Col Drusciè                 | 12 080   | Sci alpino              |
| Cortina d'Ampezzo (Belluno) | Pista del bob                     | 4 650    | Bob                     |
| Cortina d'Ampezzo (Belluno) | Pista Ilio Colli                  | 7 920    | Sci alpino              |
| Cortina d'Ampezzo (Belluno) | Pista Olimpia                     | 9 830    | Sci alpino              |
| Cortina d'Ampezzo (Belluno) | Stadio della neve                 | 9 650    | Combinata nordica       |
| Cortina d'Ampezzo (Belluno) | Stadio della neve                 | 9 650    | Sci di fondo            |
| Cortina d'Ampezzo (Belluno) | Stadio Olimpico del Ghiaccio      | 12 042   | Hockey su ghiaccio      |
| Cortina d'Ampezzo (Belluno) | Stadio Olimpico del Ghiaccio      | 12 042   | Pattinaggio di figura   |
| Cortina d'Ampezzo (Belluno) | Stadio Romano e Armando Apollonio | 2 000    | Hockey su ghiaccio      |
| Cortina d'Ampezzo (Belluno) | Trampolino Italia                 | 46 152   | Combinata nordica       |
| Cortina d'Ampezzo (Belluno) | Trampolino Italia                 | 46 152   | Salto con gli sci       |
| Auronzo di Cadore (Belluno) | Pista di Misurina                 | 8 550    | Pattinaggio di velocità |

Sedi d'allenamento
| Città                       | Impianto                      | Capacità | Sport                   |
| --------------------------- | ----------------------------- | -------- | ----------------------- |
| Cortina d'Ampezzo (Belluno) | Cristallo Palace Hotel        | -        | Pattinaggio artistico   |
| Cortina d'Ampezzo (Belluno) | Miramonti-Majestic Hotel      | -        | Pattinaggio artistico   |
| Bolzano                     | Fiera di Bolzano              | -        | Hockey su ghiaccio      |
| Pinzolo (Trento)            | Pista di Madonna di Campiglio | -        | Pattinaggio di velocità |

Villaggio olimpico
Nel 1953 venne ipotizzato dal CONI che sarebbero stati ospitati per i Giochi di Cortina circa 1 400 atleti e 600 accompagnatori e, in linea con le prescrizioni del CIO, venne studiata la possibilità di realizzare il Villaggio olimpico, con tanto di redazione di planimetrie di massima e scelta del luogo di costruzione di edifici a carattere permanente (in località Crignes). Sorsero fin da subito i primi dubbi, dettati dal possibile mancato futuro riutilizzo degli alloggi ad abitazioni per 2 000 persone, in quanto non vi era alcuna carenza abitativa in un paese come Cortina di 6 000 residenti; pertanto, come già era accaduto ai Giochi invernali di Sankt Moritz 1948, venne deciso di non costruire il Villaggio olimpico e di alloggiare i partecipanti (oltre a ufficiali di gara, giornalisti, fotografi, personale dei servizi, ausiliari ecc.) nelle strutture alberghiere della zona, intavolando trattative con l'"Associazione degli albergatori cortinesi" per giungere ad un accordo sui posti e sui costi. Tra Cortina d'Ampezzo, Pocol, Zuel, Passo Tre Croci e Misurina vi erano 425 alberghi e 10 pensioni, per una capienza di 4 935 posti letto, in linea con le esigenze preventivate. In qualche caso fu necessario procedere con dei lavori per rendere più confortevoli gli alloggi o aumentare la disponibilità dei servizi, e il Comitato Organizzatore aiutò i rispettivi albergatori con dei contributi economici.  Ogni nazione partecipante venne sistemata in un solo albergo e, nel caso di piccole delegazioni, esse furono riunite in una sola struttura ricettiva; a consuntivo dei Giochi, furono realmente utilizzati 28 alberghi per alloggiare un totale di 1 415 persone.
Venne comunque realizzato un mini villaggio olimpico prefabbricato per il reparto degli Alpini dell'Esercito Italiano di stanza per i Giochi, e a evento concluso venne smontato e trasferito a Corvara in Badia come sede fissa per le esercitazioni sciistiche ed alpine dell'esercito.

### Infrastrutture
Cortina d'Ampezzo era un piccolo paesino di 6 000 abitanti e, per accogliere il notevole afflusso di persone previste per i Giochi, si rendeva necessario costruire nuove strade, potenziare le linee elettriche e telefoniche, migliorare la rete fognaria e idrica cittadina; per questo motivo l'amministrazione comunale di Cortina predispose un "Piano delle opere" che venne valutato dal locale Provveditorato alle Opere Pubbliche; per parte di queste opere (come la realizzazione di parcheggi intorno allo Stadio Olimpico del Ghiaccio) se ne fece carico direttamente il CONI, anche finanziariamente, e la restante parte di opere del piano (tra le altre la realizzazione di via del Castello, di via Rinaldo Menardi, di un anello stradale a senso unico, della strada ponte Bigontina-Stazione, di viarie sistemazioni stradali, l'acquisto di aree, l'illuminazione pubblica, i lavori all'ufficio postale e al palazzo comunale) furono realizzati con l'intervento diretto dello Stato italiano.

### Costi e finanziamenti
Un preventivo di spesa per i Giochi venne approntato dal Comitato olimpico nazionale italiano, finanziatore unico date le poche risorse del Comune di Cortina d'Ampezzo (il quale contribuì solamente donando il terreno sul quale costruire lo Stadio Olimpico del Ghiaccio), nel 1952 e basato sulla partecipazione di 4 000 atleti da 35 nazioni partecipanti, nel quale furono stimati costi complessivi pari a 2500000000 L.: 1200000000 L. per gli impianti sportivi e 1300000000 L. per l'organizzazione dell'evento; il preventivo di spesa venne successivamente aggiornato nel 1954 con l'aggiunta di ulteriori 800000000 L. di costi. A tal fine, già dal 1950 il CONI aveva deciso di accantonare annualmente sul proprio bilancio 600000000 L., per il periodo 1951-1956 e per un totale di 3600000000 L., comprese le spese per la partecipazione della squadra italiana alle gare.
A Giochi conclusi, il bilancio consuntivo per la sola organizzazione dell'evento, redatto dal Comitato Organizzatore e pubblicato nel Rapporto Ufficiale dei Giochi compilato dallo stesso ente, riportò ricavi quantificabili in circa 531000000 L. (vendita di biglietti e riutilizzo di materiali e attrezzature per i futuri Giochi estivi di Roma 1960) e costi per 1269199716 L., cosicché al CONI l'Olimpiade invernale di Cortina 1956 creò un disavanzo di 738199716 L..
Per gli impianti sportivi i costi furono di 1943846614 L., anch'essi interamente a carico del CONI, mentre per i miglioramenti infrastrutturali di Cortina d'Ampezzo, contenuti nel "Piano delle opere" predisposto dall'amministratore comunale, i costi furono di 586000000 L., totalmente a carico del Governo italiano.
I costi totali ufficiali per i VII Giochi olimpici invernali di Cortina d'Ampezzo (organizzazione dell'evento, impianti sportivi e infrastrutture) furono quindi di 3799046330 L., finanziati dal CONI e dallo Stato Italiano.

### Simboli
Emblema
Lo stemma dei Giochi venne scelto attraverso il lancio di un concorso nazionale, che fu il primo atto del CONI nella preparazione dell'evento. La Commissione giudicatrice fu composta, tra gli altri, dal presidente del CONI Giulio Onesti, dal direttore generale dell'Antichità e Belle Arti Guglielmo De Angelis D'Ossat, dal segretario del CONI Bruno Zauli, dal presidente FISI Piero Oneglio, dal presidente FISG Remo Vigorelli e dal sindaco di Cortina d'Ampezzo. I bozzetti partecipanti al concorso dovevano contenere alcuni elementi prestabiliti ("l'idea degli sport invernali a carattere olimpico", un motivo su Cortina d'Ampezzo, i cinque cerchi olimpici, la scritta «VII Giochi Olimpici Invernali - Cortina d'Ampezzo 1956») ed essere realizzati con l'impiego di cinque colori al massimo, ma anche essere suscettibili di riproduzione grafica in bianco e nero. Al concorso parteciparono 86 bozzetti, disegnati da 79 artisti; vinsero il concorso, in ex aequo con condivisione del premio in palio, i bozzetti presentati dagli artisti Franco Rondinelli di Milano e Mario Bonilauri di Genova. Tuttavia, venne utilizzato come logo ufficiale dei Giochi il bozzetto di Rondinelli, riproducendo come manifesto dell'evento anche quello del Bonilauri.
Il logo o emblema ufficiale dei Giochi presentava un cerchio contenente il monte Pomagagnon innevato con, in basso e in primo piano, il campanile della Basilica dei Santi Filippo e Giacomo, sovrastati, su cielo azzurro come sfondo, dai cinque cerchi olimpici sormontati a loro volta da una stella bianca; questo cerchio era attorniato dalla scritta "* VII GIOCHI OLIMPICI INVERNALI * CORTINA 1956", contenuti entrambi in un fiocco di neve stilizzato, anch'esso di forma circolare.
Poster
Il poster, o manifesto olimpico dei Giochi, fu realizzato in doppia versione utilizzando i due bozzetti vincitori del concorso sul logo: il manifesto di Franco Rondinelli riproponeva l'emblema dei Giochi su sfondo azzurro, a ricordare il colore sportivo italiano, in un manifesto con ebbe una tiratura di 11 000 copie e 100 000 cartoline (alcune delle quali però con lo stemma su sfondo bianco); il manifesto su bozzetto di Mario Bonilauri, vincitore ex aequo del concorso, presentava, in maniera stilizzata e in primo piano, la mano con guanto di un tedoforo mentre portava la torcia olimpica, con sullo sfondo il monte Pomagagnon; in basso vi erano i cinque cerchi olimpici e la scritta "VII GIOCHI OLIMPICI D'INVERNO - CORTINA D'AMPEZZO - 1956". Il poster di Bonilauri venne proposto in cinque versioni, con la scritta in altrettante lingue differenti, per un totale di 13 500 copie (5 000 sia in italiano sia in francese, 1 500 in inglese, 1 000 sia in tedesco sia in spagnolo), e venne anch'esso utilizzato per cartoline e prodotti ufficiali.
Fiamma olimpica
La fiamma olimpica dei VII Giochi olimpici invernali venne accesa a Roma, il 22 gennaio 1956, anziché con la solita cerimonia rituale ad Olimpia in Grecia che precede ogni edizione delle Olimpiadi. La fiamma viaggiò attraverso le torce progettate da Ralph Lavers e prodotte dalla E.M.I. Factories Ltd, High Dury Alloys Ltd., tramite una staffetta lungo le strade del Veneto, fino a giungere a Cortina d'Ampezzo il 26 gennaio 1956, giorno della cerimonia di apertura dei Giochi. L'ultimo tedoforo Guido Caroli, con la sua torcia, accese il braciere olimpico collocato vicino alla pista dello Stadio Olimpico del Ghiaccio, il quale rimase ardente fino al 5 febbraio, giornata conclusiva della manifestazione.
Medaglie

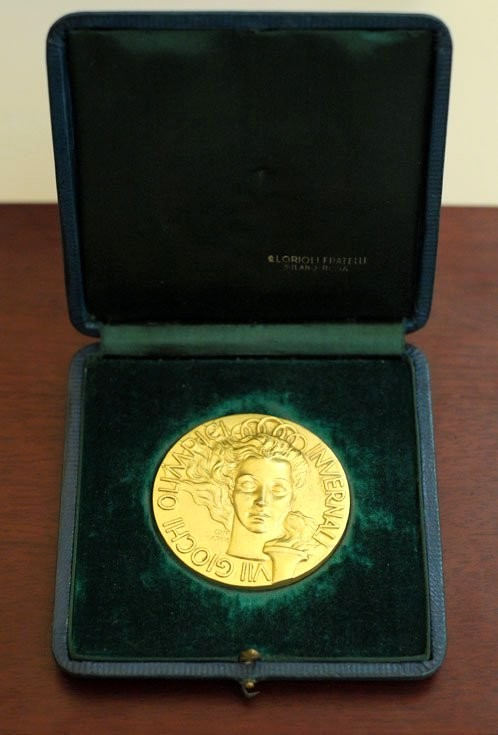
La medaglia d'oro dei Giochi di Cortina 1956.

Le medaglie olimpiche assegnate agli atleti classificati ai primi tre posti di ogni evento furono progettate dall'artista milanese Costantino Affer e coniate dalla ditta A.E. Lorioli fratelli, anch'essa di Milano.
La composizione delle medaglie era in argento dorato per tutti i vincitori, in argento per i piazzati al secondo posto e in bronzo per i terzi classificati, e il diametro delle stesse fu di 6 cm. Su una faccia vi era la testa stilizzata di una donna, con i cerchi olimpici quale corona, la torcia olimpica in basso a destra con l'iscrizione "VII GIOCHI OLIMPICI INVERNALI" a circondare il tutto; sull'altra faccia, un cristallo di neve centrale con sfondo del Monte Pomagagnon, circondati dall'iscrizione: "CITIUS ALTIUS FORTIUS - CORTINA 1956".
Furono realizzate, con lo stesso conio ma con un diametro inferiore (4,5 cm), delle medaglie commemorative dell'evento (in rame di color cuoio) distribuite a tutti i partecipanti e medaglie omaggio (in argento) donate ai membri delle varie organizzazioni, alle autorità ed ai diplomatici presenti a Cortina.
Il numero delle medaglie coniate fu di 40 per i vincitori, 38 per i secondi classificati, 39 per i terzi classificati, 2 532 quelle commemorative e 157 quelle omaggio, per una spesa complessiva di 2140500 L..
Diplomi
I diplomi olimpici realizzati furono due: uno per gli atleti arrivati nei primi sei posti di ogni evento, ed uno per tutti i partecipanti. Il diploma per i primi sei classificati venne creato da Pino Stampini di Roma e stampato su carta filigranata, di color avorio, dalle cartiere Miliani di Fabriano. Il tema del diploma fu un festone, di color pigna, di forma a "U" composto di frutti e fiori di montagna, circondato da cristalli di neve di color argento; alla base del festone era inserito un nastro con il motto olimpico «citius - altius - fortius» mentre internamente allo stesso vi erano i cinque cerchi olimpici, che sormontavano la scritta «VII Giochi Olimpici Invernali - Cortina d'Ampezzo 1956», entrambi dorati. I diplomi furono firmati dal presidente del CIO Avery Brundage e dal presidente del Comitato Organizzatore Paolo Thaon di Revel e ne furono stampati 300, per un costo totale di 498000 L..
Il diploma per tutti gli atleti partecipanti (che venne però consegnato anche ai membri del CIO, ai collaboratori, ai funzionari e a tutti coloro presero parte attivamente ai Giochi) fu realizzato dal romano Corrado Mancioli e rappresentava un tripode col fuoco olimpico, sormontato dai cinque cerchi olimpici e con, sottostante, il disegno dello stadio olimpico del ghiaccio. I diplomi furono firmati dal presidente del CONI Giulio Onesti e dal presidente del Comitato Organizzatore Thaon di Revel e ne vennero stampati 3 000, per un costo totale di 495000 L..

### Diffusione
I Giochi di Cortina 1956 furono la prima manifestazione olimpica ad avere una copertura di trasmissione televisiva in diretta e al di fuori del paese ospitante, essendo stata trasmessa in otto nazioni europee dell'Eurovisione: Belgio, Danimarca, Francia, Germania Ovest, Gran Bretagna, Italia, Paesi Bassi e Svizzera; furono in totale ventidue i paesi/territori che ebbero collegamenti radiotelevisivi con Cortina: oltre alle otto nazioni in cui vi fa la diretta, anche Austria, Canada, Cecoslovacchia, Finlandia, Germania Est, Giappone, Jugoslavia, Lussemburgo, Norvegia, Polonia, Romania, Stati Uniti, Svezia e Unione Sovietica inviarono sul posto i propri radiocronisti e telecronisti (una sola emittente autorizzata per ogni paese).
Incaricata di produrre e distribuire in esclusiva il segnale per la copertura radiotelevisiva dei Giochi, quale "host broadcasting", fu la RAI, azienda italiana di servizio pubblico radiotelevisivo; a sua volta la RAI distribuì i suoi servizi, le immagini e l'audio alle altre emittenti estere. La produzione del segnale delle trasmissioni avvenne in bianco e nero.
Il "Centro Radio" con ventidue unità di regia, registrazione e studio, una per ciascuna emittente estera, venne situato presso i locali che il C.O. aveva assegnato alla RAI, quale propria sede generale sul luogo, e corrisposero al secondo e terzo piano del nuovo Palazzo delle Poste nel centro di Cortina d'Ampezzo. Un piccolo "Centro di produzione TV" con studio attrezzato per le riprese dal vivo, impianto di telecinema e regia per le riprese, fu realizzato invece in alcuni locali dello Stadio olimpico del ghiaccio.
Non essendo stata ancora istituzionalizzata dal CIO la materia della vendita dei diritti, che sarebbe avvenuta due anni dopo, nel 1958, con l'inserimento di un apposito articolo nella Carta Olimpica, i Giochi di Cortina rimarranno gli unici ad essere stati trasmessi in diretta televisiva senza ottenere per questo dei ricavi da parte del Comitato Organizzatore, che valutò il tutto come un "servizio" da effettuarsi gratuitamente a disposizione del pubblico italiano e mondiale. Inoltre, essendo Cortina d'Ampezzo lontana da qualunque grande città italiana ed essendo sprovvista di attrezzature televisive, fu addirittura la RAI a ricevere un contributo di spese di 10000000 L. dal C.O., e distribuì il segnale gratuitamente alle emittenti estere autorizzate.
Per quanto concerne la diffusione a mezzo stampa dei Giochi, a Cortina furono presenti diciotto agenzie internazionali di stampa di undici paesi e testate giornalistiche provenienti da trentadue nazioni, il tutto per un numero di quattrocentrodue accreditati tra giornalisti e fotografi.
Il "Centro Stampa" venne realizzato dal Comitato Organizzatore in 400 m² al piano terreno dell'"Albergo Savoia", ubicato nel centro cittadino di Cortina d'Ampezzo, attraverso grandi saloni comunicanti che servirono ai giornalisti come sale di lavoro. Una peculiarità dell'organizzazione dei Giochi fu la creazione, accanto al Centro Stampa, di un "Centro Notizie" allo scopo di fornire ai giornalisti, con massima velocità, notizie non ufficiali, ma sempre controllate, in diretta con lo svolgimento delle varie gare, diffondendole contemporaneamente su tutti i vari campi di gara in funzione.
Il Comitato Organizzatore si accordò con l'"Albergo Savoia", già sede del Centro Stampa e del Centro Notizie, e con l'"Albergo Serena", poco distanti l'uno dell'altro, come alloggio per i giornalisti impegnati ai Giochi, i quali ebbero modo di pernottare in camere singole o doppie, oltre ad essere forniti di tutti i più moderni conforti.
Il film ufficiale sui Giochi, dal titolo Vertigine bianca, fu un film documentario prodotto nel 1956 dall'Istituto Luce, società italiana e più antica istituzione pubblica al mondo destinata alla diffusione cinematografica, su regia di Giorgio Ferroni. La durata del film fu di un'ora e quarantacinque minuti e venne presentato al Cinema Metropolitan di Roma, per poi essere proiettato quasi esclusivamente nei cinema italiani e in Austria, Finlandia, Germania Ovest e Stati Uniti, sebbene molti paesi come Australia, Canada e Unione Sovietica avessero inoltrato più volte richiesta della pellicola.

## I Giochi

### Partecipanti

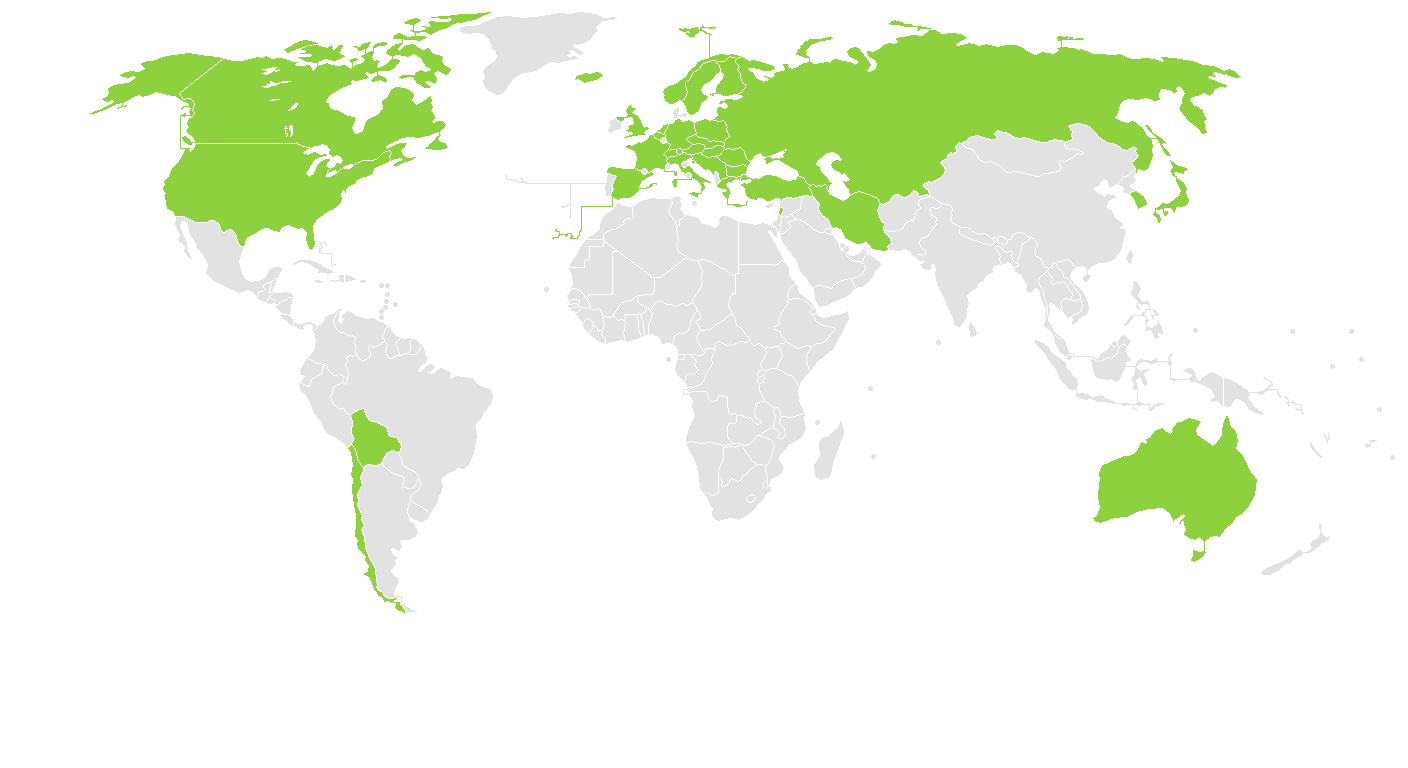
Mappa dei paesi partecipanti ai Giochi del 1956.

All'apertura dei Giochi risultarono iscritti 923 atleti di 32 paesi, e presero parte alle gare 822 atleti, dei quali 132 donne e 690 uomini, in rappresentanza delle confermate 32 delegazioni, record fino a quel momento nella breve storia dei Giochi olimpici invernali superando i 694 atleti di 30 delegazioni nazionali partecipanti quattro anni prima a Oslo 1952.
La Bolivia, l'Iran e l'Unione Sovietica, parteciparono per la prima volta ai Giochi olimpici invernali; la Bolivia fu anche la prima nazione interamente tropicale a prendere parte a un'edizione dei Giochi invernali. Ritornarono ai Giochi invernali, dopo l'assenza alla precedente edizione di Oslo 1952, la Corea del Sud, il Liechtenstein e la Turchia. L'Argentina, la Danimarca, la Nuova Zelanda e il Portogallo, che avevano invece partecipato nel 1952, non furono presenti a Cortina 1956.
La delegazione più numerosa a Cortina in termine di iscritti fu quella dell'Italia nazione ospitante (79 atleti, dei quali ne gareggiarono 65), anche se poi il paese che schierò effettivamente più partecipanti alle varie gare fu invece gli Stati Uniti (67 atleti, su 74 iscritti). Altre delegazioni numerose furono quelle della Squadra Unificata Tedesca, formata da atleti di Germania Ovest e Germania Est secondo un accordo per gareggiare insieme ai Giochi olimpici che iniziò proprio con questo evento (63 partecipanti su 75 iscritti), e dell'Unione Sovietica (53 partecipanti su 67 iscritti).
In elenco i paesi partecipanti (tra parentesi il numero di atleti partecipanti/iscritti per delegazione):
- Australia (8/10)
- Austria (60/66)
- Belgio (4/6)
- Bolivia (1/1)
- Bulgaria (7/7)
- Canada (35/37)
- Cecoslovacchia (41/41)
- Cile (3/4)
- Corea del Sud (4/4)
- Finlandia (31/34)
- Francia (32/37)

- Giappone (10/10)
- Gran Bretagna (41/45)
- Grecia (3/3)
- Iran (3/4)
- Islanda (7/8)
- Italia (65/79)
- Jugoslavia (17/18)
- Libano (3/3)
- Liechtenstein (8/8)
- Norvegia (45/51)
- Paesi Bassi (8/8)

- Polonia (51/53)
- Romania (20/20)
- Spagna (9/13)
- Squadra Unificata Tedesca (63/75)
- Stati Uniti (67/74)
- Svezia (58/68)
- Svizzera (59/61)
- Turchia (4/6)
- Ungheria (2/2)
- Unione Sovietica (53/67)

Agli atleti partecipanti vanno aggiunti circa 491 tecnici e accompagnatori delle nazionali (282 ufficiali e 209 non ufficiali).

### Discipline
Il programma dei VII Giochi olimpici invernali, stilato dal Comitato Organizzatore nel 1952 e approvato dal Comitato Olimpico Internazionale durante la 49ª sessione svoltasi ad Atene nel 1954, prevedeva 24 competizioni (17 maschili, 6 femminili e 1 misto) in 8 sport, così riassumibili:
| Fed. Int.        | Sport                   | Competizioni maschili | Competizioni femminili | Competizioni miste | Competizioni totali |
| ---------------- | ----------------------- | --------------------- | ---------------------- | ------------------ | ------------------- |
| FIBT             | Bob                     | 2                     | -                      | -                  | 2                   |
| FIS              | Combinata nordica       | 1                     | -                      | -                  | 1                   |
| IIHF             | Hockey su ghiaccio      | 1                     | -                      | -                  | 1                   |
| ISU              | Pattinaggio di figura   | 1                     | 1                      | 1                  | 3                   |
| ISU              | Pattinaggio di velocità | 4                     | -                      | -                  | 4                   |
| FIS              | Salto con gli sci       | 1                     | -                      | -                  | 1                   |
| FIS              | Sci alpino              | 3                     | 3                      | -                  | 6                   |
| FIS              | Sci di fondo            | 4                     | 2                      | -                  | 6                   |
| Totale (8 sport) | Totale (8 sport)        | 17                    | 6                      | 1                  | 24                  |

Vennero mantenute in programma le stesse otto discipline presenti ai precedenti Giochi olimpici invernali del 1952 disputati a Oslo, senza aggiungere ulteriori nuovi sport. Rispetto all'edizione precedente, il totale delle competizioni invece passò da 22 a 24 (record in quel momento per i Giochi invernali) quale risultato delle seguenti modifiche richieste dalla Federazione internazionale sci:
| Sport             | Competizioni cancellate | Competizioni inserite                             |
| ----------------- | ----------------------- | ------------------------------------------------- |
| Sci di fondo (+2) | 18 km maschile          | 15 km maschile 30 km maschile Staffetta femminile |

Tra le modifiche proposte e non attuate rispetto al 1952, l'International Skating Union (su sollecitazione dell'Unione Sovietica) chiese l'introduzione delle gare femminili nel pattinaggio di velocità su ghiaccio, la FIBT propose lo slittino come nuovo sport aggiuntivo e, infine, il CIO ricevette delle richieste di inserimento nel programma del curling; tali proposte furono tutte bocciate dalla sessione del CIO ad Atene del 1954.
Nel programma dei Giochi non vi fu nessuno sport dimostrativo, in aggiunta a quelli ufficiali.

### Calendario degli eventi
|  | Cerimonia di apertura |  | Competizioni |  | Finali |  | Cerimonia di chiusura |

| Data                    | 26/01 | 27/01 | 28/01 | 29/01 | 30/01 | 31/01 | 01/02 | 02/02 | 03/02 | 04/02 | 05/02 |
| ----------------------- | ----- | ----- | ----- | ----- | ----- | ----- | ----- | ----- | ----- | ----- | ----- |
| Cerimonia d'apertura    | ●     |       |       |       |       |       |       |       |       |       |       |
| Bob                     |       |       | ●     |       |       |       |       | ●     |       |       |       |
| Combinata nordica       |       |       |       |       |       | ●     |       |       |       |       |       |
| Hockey su ghiaccio      |       |       |       |       |       |       |       | ●     |       |       |       |
| Pattinaggio di figura   |       |       |       |       |       |       | ●     | ●     | ●     |       |       |
| Pattinaggio di velocità |       |       | ●     | ●     | ●     | ●     |       |       |       |       |       |
| Salto con gli sci       |       |       |       |       |       |       |       |       |       |       | ●     |
| Sci alpino              |       | ●     |       | ●     | ●     | ●     | ●     |       | ●     |       |       |
| Sci di fondo            |       | ●     | ●     |       | ●     |       | ●     | ●     |       | ●     |       |
| Cerimonia di chiusura   |       |       |       |       |       |       |       |       |       |       | ●     |
| Finali                  | 0     | 2     | 3     | 2     | 3     | 3     | 3     | 4     | 2     | 1     | 1     |

### Cerimonia di apertura

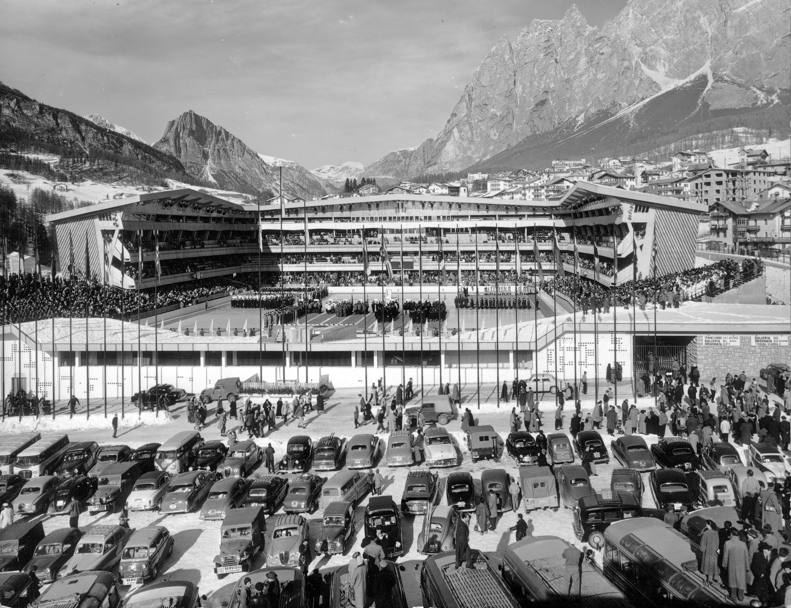
Lo Stadio Olimpico del Ghiaccio durante la cerimonia.

La cerimonia di apertura dei VII Giochi olimpici invernali si svolse giovedì 26 gennaio 1956, con inizio alle ore 11:30 UTC+1, presso lo Stadio Olimpico del Ghiaccio di Cortina d'Ampezzo. 

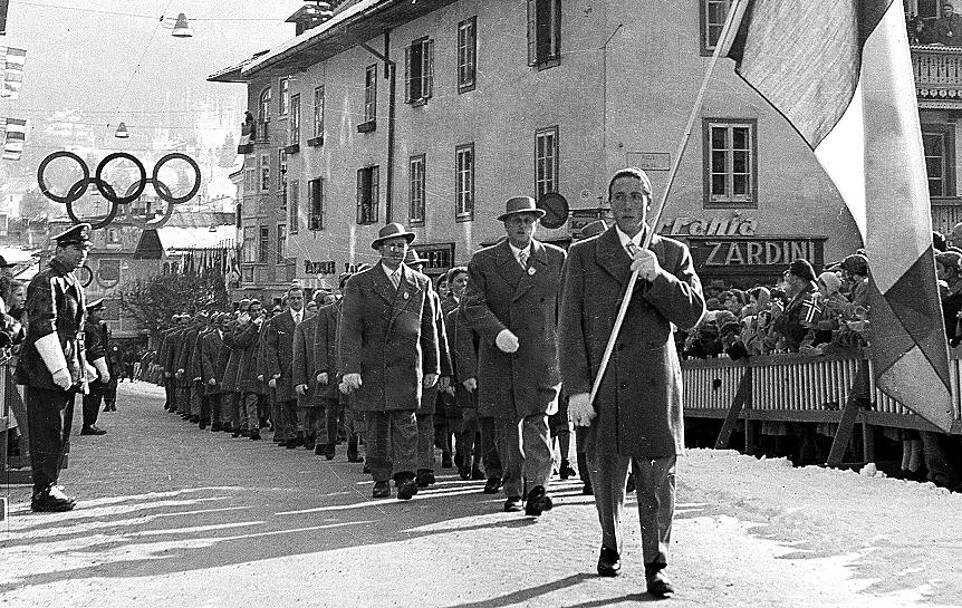
La delegazione italiana durante il corteo.

La parata degli atleti, come da tradizione, fu aperta dalla delegazione della Grecia, con portabandiera lo sciatore alpino Alexandros Vouxinos, e venne chiusa dalla delegazione dell'Italia nazione ospitante, con portabandiera il saltatore con gli sci Tito Tolin; i trentadue paesi partecipanti sfilarono in corteo partendo dalle strade del centro di Cortina per fare il loro ingresso allo stadio olimpico del ghiaccio, preceduti da ventiquattro alfieri.
Il presidente del Comitato Organizzatore Paolo Thaon di Revel pronunciò il saluto protocollare, al quale seguì il Presidente della Repubblica Italiana Giovanni Gronchi che dichiarò ufficialmente aperti i Giochi con la formula «Dichiaro aperti i settimi Giuochi invernali di Cortina d'Ampezzo, celebranti la sedicesima Olimpiade dell'era moderna».
Venne issata la bandiera olimpica e fu pronunciato il giuramento olimpico, per la prima volta nella storia dei Giochi olimpici da una donna, Giuliana Chenal Minuzzo (medaglia di bronzo in discesa libera di sci alpino a Oslo 1952). Il braciere olimpico, collocato vicino alla pista dello stadio, venne acceso dell'ultimo tedoforo, il pattinatore di velocità su ghiaccio Guido Caroli.
Il programma artistico della cerimonia ebbe solamente come interludio l'esecuzione di qualche inno da parte della banda della Guardia di Finanza e di canti montanari eseguiti da un coro proveniente da Trento. Inoltre fu suonato per la prima volta l'inno olimpico di Michał Spisak, che era stato ufficialmente riconosciuto come tale al congresso del CIO di Parigi del 13 giugno 1955.

### Cerimonia di chiusura
La cerimonia di chiusura dei VII Giochi olimpici invernali si svolse domenica 5 febbraio 1956, con inizio alle ore 17:00 UTC+1, presso lo stadio olimpico del ghiaccio di Cortina d'Ampezzo; venne preceduta da una esibizione delle medaglie d'oro di ciascun evento di pattinaggio di figura e dalla premiazione della gara di salto con gli sci, unico evento disputato nell'ultima giornata dei Giochi.
Gli alfieri di tutte le trentadue delegazioni nazionali che parteciparono ai Giochi fecero ingresso nello stadio, preceduti da un gruppo di ventiquattro bandiere olimpiche; seguirono sei atleti italiani che portarono la bandiera olimpica, consegnata nel 1952 a Cortina dalla città di Oslo, sede dei precedenti Giochi invernali.
Con l'esecuzione in sequenza degli inni nazionali Ýmnos is tin Eleftherían (greco), Canto degli italiani (italiano) e infine The Star-Spangled Banner (statunitense, nazione organizzatrice degli VIII Giochi olimpici invernali, a Squaw Valley, nel 1960) furono issate su tre pennoni le bandiere di Grecia, Italia e Stati Uniti.
Il Presidente del Comitato Olimpico Internazionale Avery Brundage proclamò chiusi i VII Giochi olimpici invernali, consegnando la bandiera donata dal sindaco di Cortina d'Ampezzo al sindaco di Squaw Valley. Concluse la manifestazione lo spegnimento del braciere olimpico, che ardeva da dieci giorni, e il successivo spettacolo pirotecnico allestito dalla ditta Carlo Mastrodonato di Bologna.

## Risultati

### Medagliere
Di seguito le prime dieci posizioni del medagliere:
  Nazione ospitante 
| Pos. | Squadra                   | Oro | Argento | Bronzo | Tot. |
| ---- | ------------------------- | --- | ------- | ------ | ---- |
| 1    | Unione Sovietica          | 7   | 3       | 6      | 16   |
| 2    | Austria                   | 4   | 3       | 4      | 11   |
| 3    | Finlandia                 | 3   | 3       | 1      | 7    |
| 4    | Svizzera                  | 3   | 2       | 1      | 6    |
| 5    | Svezia                    | 2   | 4       | 4      | 10   |
| 6    | Stati Uniti               | 2   | 3       | 2      | 7    |
| 7    | Norvegia                  | 2   | 1       | 1      | 4    |
| 8    | Italia                    | 1   | 2       | 0      | 3    |
| 9    | Squadra Unificata Tedesca | 1   | 0       | 1      | 2    |
| 10   | Canada                    | 0   | 1       | 2      | 3    |

### Protagonisti
- Toni Sailer (Austria, sci alpino): si aggiudicò tutte e tre le medaglie d'oro in palio nelle gare maschili di sci.
- Lamberto Dalla Costa e Giacomo Conti vinsero l'unico oro del medagliere azzurro, precedendo l'altra coppia azzurra Eugenio Monti-Renzo Alverà.